# Eleutherodactylus glaucoreius
Eleutherodactylus glaucoreius es una especie de rana de la familia Eleutherodactylidae.

## Distribución geográfica
Es endémica del este de Jamaica.

## Estado de conservación
Se encuentra amenazada por la pérdida de su hábitat natural. 